# 許遵
許 遵（きょ じゅん、生年不詳 - 559年）は、中国の南北朝時代の占卜家。本貫は高陽郡新城県。

## 経歴と逸話
『易経』に明るく、卜筮を得意とし、天文・風角・占相・逆刺にも通じていた。高歓に召し出されてその館の客となった。富貴になることはないが、横死する運命にもないと自分の将来について予見していた。その発言はしばしば無礼で無遠慮なものであったが、高歓はかれの才能を惜しんで許していた。538年（元象元年）、河橋・邙山の戦いに先だって、許遵は「敵方は火陣であるのに、我がほうは木陣である。火は木に勝つので、我がほうは必ず敗れるであろう」と李業興に予言した。戦いの結果は許遵の予言のとおりになった。
許遵は高岳の下で開府田曹記室となった。550年（天保元年）、北斉が建国され、高岳が清河王に封じられると、このことを許遵に伝えた。許遵は「蜜蜂もまた王とならん」と酷評した。554年（天保5年）、西魏が江陵を攻撃し、梁の元帝が北斉に救援を求めると、高岳が江陵の救援に赴くこととなった。許遵は後の凶事を招くとして、辞退するよう勧めたが、高岳は拒否できる情勢にないとして、許遵の同行を求めた。許遵は「生人に随行するのはよいが、死人と道を同じくするのは願い下げだ」と言って拒否した。翌年に高岳は鄴に戻ると、まもなく讒言を受けて毒殺された。
559年（天保10年）、北斉の文宣帝の無道ぶりは日増しに酷くなっていた。許遵は文宣帝のことを「狂夫」と呼んでその死を占い、「冬初を出ることはないが、わたしがそれを見ることはないだろう」と予言した。文宣帝はこの年の10月に死去したが、許遵はそれに先立つ9月に死去した。
子に許暉があった。

## 伝記資料
- 『北斉書』巻49 列伝第41
- 『北史』巻89 列伝第77